# Sommerschafweide hinter Feilhau
Die Sommerschafweide hinter Feilhau ist ein vom Landratsamt Münsingen am 31. Mai 1955 durch Verordnung ausgewiesenes Landschaftsschutzgebiet auf dem Gebiet der Gemeinde Pfronstetten.

## Lage
Das 3,2 Hektar große Landschaftsschutzgebiet liegt etwa 2 km nördlich des Pfronstettener Ortsteils Aichelau. Es gehört zum Naturraum Mittlere Kuppenalb.

## Landschaftscharakter
Das Gebiet umfasst einige teils durch Sukzession, teils durch Aufforstung entstandene Waldbestände auf einer ehemaligen Schafweide. Im westlichen Teil befindet sich eine kleine Wiesenfläche.